# Emilia Galotti
Emilia Galotti est un drame en cinq actes de Gotthold Ephraim Lessing représenté pour la première fois à Brunswick en 1772. Comme Cabale et Amour de Schiller et Marie Madeleine de Hebbel, Emilia Galotti est un exemple du drame bourgeois allemand. L’intrigue se fonde sur l’histoire de la Romaine Verginia.
Emilia Galotti ne suit pas exactement le modèle du drame bourgeois français. Même si l’amour est un élément central, le drame est une œuvre politique. Les bourgeois s’opposent avec force aux nobles, et les idées classiques de l’hymen dérogent aux idées bourgeoises. Cette opposition est le ressort du drame.

## Trame
Hector Gonzague, prince de Guastalla, rêve d’une intrigue avec la belle Emilia. Sachant qu’elle a choisi de se marier avec un comte, il ordonne à son chambellan Marinelli d’entraver les noces. Peu après, les amants se font attaquer par des truands que le sbire a soudoyés pour qu’ils tuent le comte.
L’héroïne est emmenée au château du prince où elle sera saine et sauve – d’après le sbire. Contrairement à sa mère, elle ne voit pas la cabale que Marinelli a tramée. La comtesse Orsina, une ancienne maîtresse d’Hector, s’immisce alors dans leurs affaires. Pour calmer la fureur qu’elle ressent depuis que le prince l’a chassée, elle enjoint à Odoard de tuer Hector pour venger le comte. Le père de l’héroïne hésite, il veut que Dieu lave l’affront. Le sbire convainc Emilia de rester au château en alléguant qu’un tribunal doit examiner le meurtre. Craignant de céder à Hector, elle demande que son père la tue : elle se ravalerait en cédant aux instances du prince. Le père la tue en effet, mais les remords l’accablent aussitôt.
Il se soumet aux juges du prince, qui accuse son sbire d’avoir causé ce deuil pour ensuite le chasser. Odoard déclare que Dieu est la plus haute instance.

## Personnages
Emilia est émotive, expansive, probe et belle à ravir ; elle va régulièrement à l’église. Roturière, elle s’est éprise du comte bien avant que leurs fiançailles ne soient annoncées. C’est donc un amour sincère qui les lie. 
Le prince n’a pas d’ami. Il s’apitoie sur son sort, abuse de son pouvoir et agit hâtivement : il souscrit à une mise à mort sans scruter l’affaire et choisit de conquérir Emilia alors qu’il la connaît à peine. Sa passion pour Orsina s’est éteinte avant le début du drame. 
Marinelli fait usage de ses airs patelins pour jouer les autres et atteindre ses buts. Par exemple, c’est avec des phrases de miel qu’il berce la peur d’Emilia sans qu’il parvienne à lénifier la mère de celle-ci. Ses rapports avec le prince, qu’il trouve trop distant, sont assez tendus ; il pense qu’on le sollicite trop rarement. Il doit faire l’interface entre Hector et ses maîtresses pour l’informer à leur sujet.
Orsina ignore au départ que le prince s’est lassé d’elle. La comtesse est moqueuse, le doute ne l’effleure pas. Son air est froid, et ses yeux rappellent la Méduse. Contrairement à Hector, le sbire trouve que la comtesse est amène. 
Claudia soutient sa fille et sert de médiatrice entre elle et Odoard.

## Thèmes
La pièce souligne les heurts entre le peuple et les nobles. C’est probablement la veulerie d’Hector qui est censée blâmer les régents vénaux. La morale des classes inférieures est également censurée. Par exemple, l’aristocratie terrienne a tendance à ignorer la volonté de l’enfant qui, lui, veut développer ses facultés et instincts. Elle veille plutôt à ce que chacun remplisse ses tâches. 
Le manque d’autonomie des bourgeois est raillé : Emilia chancelle dès qu’il faut agir. On l’a toujours choyée sans la contraindre à l’autonomie. Elle sait que sa volonté est fragile et se méfie de son raisonnement. 
Les décisions d’Odoard reflètent la manière dont les bourgeois du XVIIIe siècle ont changé d’attitudes. Il est sur le point d’épouser des idées éclairées mais ré-embrasse les normes illogiques de l’époque lorsqu’il tue sa fille pour sauver l’honneur familial. Le désir de préserver cet honneur coûte que coûte témoigne de l’étroitesse d’esprit des bourgeois.
Lessing aurait voulu que la société change. Ce sont les changements de caractère de ses personnages qui lui servent à exprimer ce désir. Il veut aussi qu’il y ait une certaine distance entre bourgeois et nobles :
« Die Namen von Fürsten und Helden können einem Stücke Pomp und Majestät geben; aber zur Rührung tragen sie nichts bei. Das Unglück derjenigen, deren Umstände den unsrigen am nächsten kommen, muß natürlicher Weise am tiefsten in unsere Seele dringen. », Lessing dans Hamburgische Dramaturgie. 14. Stück – (« Les noms héroïques et princiers peuvent teinter une pièce de majesté et de pompe sans faire en sorte qu’elle nous touche. Le martyre de ceux dont les conditions de vie sont plus semblables aux nôtres doit nous saisir le plus. »)

## Adaptations au cinéma
- Emilia Galotti (1913), Friedrich Fehér ;
- Emilia Galotti (1958), Martin Hellberg ;
- Emilia Galotti (1970), Ludwig Cremer ;
- Emilia (2004), Henrik Pfeifer ;
- Emilia Galotti (2003-5) Andrea Breth, Andreas Morell.

## Intertextualité
- Dans les Souffrances du jeune Werther, un exemplaire de la pièce est ouvert sur le bureau près duquel Werther se suicide.